# Theologie und Glaube
Theologie und Glaube ist eine deutsche theologisch-wissenschaftliche Fachzeitschrift. Sie erscheint viermal jährlich im Aschendorff-Verlag online und im Druck.

## Geschichte und Programm
Die Fachzeitschrift wurde 1909 von der Theologischen Fakultät Paderborn (damals unter dem Namen „Bischöfliche philosophisch-theologische Fakultät zu Paderborn“) begründet. Seit ihrer Gründung versteht sich die Zeitschrift als Plattform für den theologischen Diskurs in seiner gesamten Bandbreite.
Theologie und Glaube wird seit 2007 vom Aschendorff Verlag in Münster publiziert und vertrieben.
Veröffentlicht werden wissenschaftliche Beiträge und Rezensionen aus allen Disziplinen der Theologie sowie aus dem gesamten Spektrum der für die christliche Theologie relevanten Themenbereiche. Zur Qualitätssicherung werden sämtliche Beiträge einem Peer-review-Verfahren unterzogen. Es werden ausschließlich Erstpublikationen veröffentlicht. In der Regel erscheinen zwei Hefte eines Jahrgangs als Themenhefte, bei denen die Autorinnen und Autoren der einzelnen Artikel von der Schriftleitung gezielt angefragt werden.

## Herausgeber
Herausgeber von Theologie und Glaube ist das Professorenkollegium der Theologischen Fakultät Paderborn. 

## Schriftleitung
Aus diesem Herausgeberkreis wird jeweils für drei Jahre eine Schriftleitung bestimmt. Die derzeitige Schriftleitung (Stand Oktober 2023) besteht aus: Bernd Irlenborn, Christoph Jacobs und Michael Konkel.